# Kamikaze Kaitó Jeanne
A Kamikaze Kaitó Jeanne (神風 怪盗 ジャンヌ) sódzso manga- és animesorozat, amit Tanemura Arina készített. Eredetileg 1998 februárjában jelent meg a Ribon magazinban, később hét kötetben adták ki. A mangát 2007-ben újra kiadták kanzenban formában is, ezúttal összesen hat kötetben, az utolsó tartalmaz egy új rövid fejezetet is. Az anime sorozatot 1999-ben kezdte sugározni a TV Asahi.

## Történet
A tizenhat éves Kuszakabe Maron főiskolába jár, ritmikus gimnasztikázik és rengeteg rajongója van. Valójában azonban Jeanne d’Arc reinkarnációja, és éjszakánként átváltozik egy titokzatos tolvajjá, hogy összegyűjtsön festményekben megbújó démonokat. Szinte minden simán megy, amíg fel nem bukkan Nagoja Csiaki az osztályban, ezt követő éjjel pedig Sinbad, aki szintén az emberek „tiszta szívét” rabságba ejtő gonoszra vadászik. Jeanne dolgát – ugyan nem mindig – megnehezítik a helyszínen folyton jelenlévő rendőrök és persze Tódaidzsi Mijako, a legjobb barátnője. Miközben a lány a démonokkal harcol, beleszeret Csiakiba és mindennap megállva a postaláda előtt szülei után vágyódik. Vajon sikerül-e Maronnak túlélni anyja és apja miatt érzett magányt? Hogy tud majd szerelmet vallani Csiakinak, aki minden alkalommal kifejezi érzelmeit? És mindenekelőtt: legyőzi-e Sátánt, hogy ezzel megmentve a Földet, az emberiséget és Istent újra visszatérjen rendes életébe?

## Szereplők

### Kuszakabe Maron/KaitóJeanne
(日下部 まろん/怪盗 ジャンヌ)
Maron Jeanne d’Arc reinkarnációja. Még tízéves sem volt, mikor szülei külföldre utaztak. Azóta egyedül él, Mijakóék viselik gondját. Az iskolai gimnasztikacsapat kiemelkedő tagja, nagyon jó sportoló. Éjszakánként - ha segítőtársa, Fin egy démont fedez fel -, Jeanne-ként járja a várost, hogy ellopja a festményekből a „hamis szépséget”. Sok rajongója van (vedd példának a Valentin-napot), de igazából Csiakiba szerelmes, bár ezt csak nagyon nehezen tudja bevallani.

### Fin Fish
(フィン・フィッシュ)
Fin Maron segítőtársa, a lány nélküle nem tud Jeanne-ná változni. A mangában - miután Szagami levágta a haját - elszabadult ereje miatt sok ember meghalt, ezért elítélték. Ahelyett, hogy belépett volna a Megsemmisülés Kapuján, beállt Sátánhoz, így Bukott Angyallá vált. De, mint elmondta, csak azért, hogy betarthassa az Accessnek tett ígéretét. „Az animében a készítők nem akarták, hogy Fin átálljon a Gonosz oldalára, így úgy oldották meg, hogy csak egy agymosást kapott. Én szerettem volna, ha a saját elképzelései alapján cselekszik (még ha ez azt is jelenti, hogy Bukott Angyallá válik)” - írja Tanemura Arina.

### Nagoja Csiaki/Kaitó Sinbad
(名古屋稚空/怪盗 シンドバッド)
Csiaki egyedül él egy lakásban, Maron szomszédságában. Elköltözött otthonról, hogy Jeanne közelében lehessen. Access a segítőtársa, ők is a festményekben megbújó démonokat keresik. Először az a feladata, hogy Maron közelébe férkőzve állítsa ki a lányt a munkából, de végül tényleg beleszeret. Az édesanyja már meghalt, apja egy kórházat működtet és már többször nősült. Nagyon hasonlítanak egymásra.

### Access Time
(アクセス・タイム)
Access Csiakinak segít összegyűjteni a démonokat. Ő egy Fekete Angyal, csak a manga 26. fejezetében lép elő Kezdő Angyallá. Pimasz, játékos, olykor Csiaki idegeire megy. Szerelmes Finbe, ezt akarta elmondani neki, miután a lány visszatér a Mennybe. Imádja a palacsintát.^^

### Tódaidzsi Mijako
(東大寺 都)
Maron legjobb barátnője, már hatéves koruk óta ismerik egymást, mindig kiállnak a másik mellett. Apja nyomozó, ő is annak készül. Nagyon akaratos, elszánt és heves természetű, ha valami nem sikerül neki, folyton Maronon vezeti le a dühét. Nem szereti a titkokat, mindig mást mond, mint amit igazából érez. Rács mögé akarja dugni Jeanne-t, hogy bebizonyítsa, Maron ártatlan.

### Minazuki Jamato
(水無月 大和)
Az egyik osztályelnök, de bátortalan és félénk. Szerelmes Maronba - mint sok fiú rajta kívül -, de nincs elég mersze hozzá, hogy bevallja érzéseit. Hirtelen elhatározásra el akarja kapni Sinbadot, hátha elnyeri a lány tetszését. Egyszer megszállta egy démon, így több bátorsága volt hozzá, hogy megkörnyékezze Maront. Bár így kicsit ijesztőnek és elég brutálisnak tűnt.

### Noin Claude/Sikaido Hidzsiri
Noin, a Démon Lovag, a Gonosz szolgálatában áll. Sátán emberi alakot adott neki, így egy történelem tanárként épült be az iskolába. Mikor még emberként élt, Jeanne szeretője volt és Maront is magáévá akarta tenni.

### Egyéb szereplők

#### Kuszakabe Koron és Takumi
Maron szülei, mindketten építészek. Egy vidámparkban ismerkedtek meg. Külföldre költöztek és ezt munkájukkal indokolták, bár egyre romló házasságuk volt az igazi ok.

#### Nagoja Kaiki
Csiaki édesapja, kórházat működtet és sokszor nősült újra. Nagyon hasonlít fiára, de jellemük igen különböző. Szeretné, ha Csiaki vinné tovább a kórházat, bár a fiú nem igazán akar nyomdokaiba lépni.

#### Kanataki Kagura
Csiaki apjának a helyettese. Szerelmes Jasiróba.

#### Takazucsija Zen
Zennel Maron a kórházban találkozik. A fiút beteg szíve miatt tartják kezelés alatt, de sokszor kísérelt meg szökést. Zent egy démon élteti, amit végül Sinbad kap el. Mint sok más fiú, ő is beleszeret Maronba.

#### Szazanka Jasiro
Csiaki volt menyasszonya, eljegyzésüket bontották, de ezután se adta fel a fiú iránti érzelmeit. Ő is jó sportoló, de nem annyira, mint Maron.

#### Pakkjaramao Igarasi
Maron és Mijako edzője, nagyon szereti a virágokat. Mindig egy síppal tartja rendben diákjait (szegény tanulók). A ritmikus gimnasztikát a virághoz hasonlítja. „A gimnasztikához a léleknek olyannak kell lennie, mint egy gyönyörű virágnak… Gyűlölettel teli lélekkel nem lehet szépen táncolni!”

#### Silk
A teste vízből és földből született, Noin adott életet neki. Sárkányként kicsit selypít, ember alakjában – Maron szerint – hasonlít Zenre. Legtöbbször Noin idegeire megy, nagyon sokszor felbosszantja gazdáját.

#### Celcia Form
Fin barátnője, ő is Kezdő Angyal. Mikor a Földre mentek, Sagami ápolta, mivel elájult (vagy valami ilyesmi történt). A fiút viszont megszállta egy démon, ezért jégbe fagyasztotta őt és Tokit, hogy minél több szent vize legyen. Később Access talál rájuk.

#### Toki Hyer
Fin, Access és Celcia barátja, szintén Kezdő Angyal. Ő volt a harmadik szerencsés, aki lemehetett a Földre. Finbe szerelmes, mikor kiderült, hogy a lány Accesst szereti, igen féltékeny lett.

#### Nagoja Nacuki
Maron és Csiaki lánya, csak a végén szerepel. Anyja Finnek adta az újjászületési lehetőségét. Legnagyobb kincse egy fekete fülbevaló, amit még angyal életének halálakor Accesstől kapott.

#### Minazuki Sindzsi
Mijako és Jamato fia, szerelmes Nacukiba. Kosárlabdázik, de mindig lóg az edzésekről. Előző életében ő volt Access, de ezt rajta és Maronon kívül senki sem tudja.

#### Rill-szama
Arkangyal, ő indította útnak Fint, Celciát és Tokit. Szeret kemény edzést tartani az alsóbbrendű angyaloknak.

#### Tódaidzsi Szakura és Himuro
Mijako szülei. Himuro nyomozó, Szakura Koron régi barátnője. Megígérték Maron szüleinek, hogy gondját viselik lányuknak.

## Japán szinkron
| Karakter                     | Szinkronhang     |
| ---------------------------- | ---------------- |
| Kuszakabe Maron/Kaitó Jeanne | Kuvasima Hóko    |
| Fin Fish                     | Nisimura Kumiko  |
| Nagoja Csiaki/Kaitó Sinbad   | Csiba Szuszumu   |
| Access Time                  | Jadzsima Akiko   |
| Tódaidzsi Mijako             | Macui Naoko      |
| Minazuki Jamato              | Takahasi Naozumi |
| Noin Claude/Sikaido Hidzsiri | Jamagucsi Kappei |

## Zene

### Openingek
1. Shazna: Piece of Love (1–27. epizód)
2. Lastier: Dive into Shine (28–44. epizód)

### Endingek
1. Pierrot: Haruka… (ハルカ…) (1–27. epizód)
2. Hibiki: Till the End ~Ovarinai ai o~ (28–44. epizód)